# Foot vuông
Ft² hay square foot, tạm gọi trong tiếng Việt là đơn vị bộ vuông, là một đơn vị đo lường diện tích của Anh-Mỹ (không thuộc hệ thống đo lường quốc tế SI) được sử dụng tại Hoa Kỳ, Vương quốc Anh và nhiều nơi khác. Nó được định nghĩa là diện tích của một hình vuông có các cạnh đo dài 1 bộ (tiếng Anh là foot hay bằng 0,3048 mét).

## Biểu thị đơn vị
Chưa được đồng thuận bằng một biểu thị chung toàn cầu nào nhưng các biểu thị sau đây được dùng:
- square feet, square foot, square ft
- sq feet, sq foot, sq ft, SF
- feet/-2, foot/-2, ft/-2
- feet^2, foot^2, ft^2
- feet², foot², ft²
- công thức là chiều dài nhân chiều rộng.

## Bảng hoán đổi đơn vị
1 bộ vuông (square foot) bằng:
- Một hình vuông 12 inch X 12 inch (12 inch bằng 1 foot)
- 144 inch vuông
- 1/9 yard vuông
- ≈0.00002295684 mẫu Anh
- 92.903,04 mm²
- 929,0304 cm²
- 0,09290304 m²